# Загю, Михаил Михайлович
Загю́, Михаи́л Миха́йлович (1 августа 1875 года — 7 июня 1951 года) — российский и советский военачальник, генерал-майор российской армии (1917),  генерал-лейтенант Советской армии (1940). Профессор, доктор военных наук. Брат генерала ВСЮР Николая Загю.

## Биография
Из дворян. Русский, православный. Родился в семье действительного статского советника Михаила Антоновича Загю. Учился в Тифлисском кадетском корпусе, окончил в 1892 году.

### Начало службы
1 сентября 1892 года поступил во 2-е военное Константиновское училище, выпущен в 1894 году подпоручиком в 80-й Кабардинский пехотный полк, затем служил в 1-м Кавказском стрелковом батальоне. В 1902 году закончил Николаевскую академию Генерального штаба по первому разряду. С 28 октября 1902 года по 1 мая 1904 года отбывал цензовое командование ротой в 1-м Кавказском стрелковом батальоне (зачтено за двухгодичное командование). С 6 ноября 1904 года — помощник старшего адъютанта штаба Кавказского военного округа, с 6 декабря 1907 года — старший адъютант штаба Варшавского военного округа, с 24 августа 1908 года — столоначальник Главного управления Генерального штаба (ГУГШ), с 19 октября 1908 года — заведывающий передвижениями войск Казанского района, с 26 июня 1911 года — начальник отделения ГУГШ, штаб-офицер для делопроизводства и поручений управления начальника военных сообщений (ВОСО) при Верховном Главнокомандующем.

### Первая мировая война
В начале Первой мировой войны на той же должности. С 5 октября 1915 года начальник почтово-телеграфной и этапно-транспортной части Главного управления ВОСО Генерального штаба. Находясь на этом посту, стал автором первого армейского кода сокращения длинных должностей и учреждений, что позволило значительно сэкономить время при передаче телеграфных сообщений. С 23 августа 1916 года командир 14-го особого пехотного полка, затем помощник начальника ВОСО штаба армий Юго-Западного фронта, с 27 сентября 1917 года — помощник начальника ВОСО армейского театра военных действий.

### Гражданская война
22 февраля 1918 года по вызову Совнаркома в Петроград были вызваны офицеры штаба Верховного главнокомандующего во главе с М. Д. Бонч-Бруевичем. Среди них был и М.М. Загю, который 23 февраля 1918 года добровольно вступил в РККА и вошёл в состав созданного Высшего Военного Совета. С 23 февраля по 1 июня 1918 года занимал должность начальника ВОСО на театре военных действий, с 1 июня по 1 сентября 1918 года — начальник ВОСО РСФСР. 4—16 марта 1918 года М.М. Загю — вр.и.д. начальника штаба Верховного главнокомандующего (руководил его роспуском). В начале сентября 1918 года Высший Военный Совет был упразднен, вместо него 6 сентября 1918 года был создан Революционный военный совет (Реввоенсовет), при котором был образован Штаб РВСР, впоследствии Полевой штаб. 1 сентября 1918 года М.М. Загю стал начальником одного из управлений Полевого штаба, затем помощником начальника Всероглавштаба генерала А.А. Самойло. В  Главном управлении ВОСО Всеросглавштаба М.М. Загю занимался делами почт и телеграфа. После ликвидации Всеросглавштаба, в связи с ослаблением слуха (он практически оглох) генерал Загю перешёл на преподавательскую работу.

### Между войнами
С 22 августа 1920 года М.М. Загю преподаватель в Военной академии имени М. В. Фрунзе. Арестовывался ВЧК в 1921 году по подозрению в причастности к Кронштадтскому мятежу, был отпущен. В 1926 году арестовывался повторно, по статье 66-2, но снова был освобожден. В 1932 году была создана Военно-химическая академия РККА (ВХА), 29 июля 1932 года М.М. Загю переведен в неё старшим руководителем кафедры управления войсками. Автор нескольких учебников по военному администрированию. Работой «Химический тыл» заложил основы новой научной дисциплины, имеющей большое значение для военно-химической службы.

### Великая Отечествененая война
Во время Великой Отечественной войны М.М. Загю на преподавательской работе в ВХА, возглавлял кафедру тыла. Преподавал организацию работы тыла в Московском институте тонкой химической технологии. В 1942 году исполнилось 50 лет пребывания М.М. Загю на военной службе (ровно по 25 лет в императорской и советской армиях), в 1943 году — 25 лет с начала преподавательской деятельности, за что он был награждён орденами Красной Звезды (1944) и Ленина (1944).
Умер Михаил Михайлович Загю в 1951 году.

## Семья
- брат — Загю, Николай Михайлович (1866—?) — генерал-лейтенант Российской империи, белогвардеец.

## Звания

### Российской империи
- подпоручик — (старшинство (ст.) 08.08.1894)
- поручик — (ст. 07.08.1897)
- штабс-капитан — (ст. 07.08.1901)
- капитан — (ст. 28.05.1902)
- подполковник — (ст. 22.04.1907)
- полковник — (ст. 10.04.1911)
- генерал-майор — 11.09.1917

### Советского Союза
- бригинтендант — 24.01.1936
- комбриг — 20.01.1938
- генерал-лейтенант — 04.06.1940

## Награды

### Российской империи
- Орден Святого Владимира 4-й степени — 01.1915
- Орден Святой Анны 2-й степени — 22.10.1914
- Орден Святого Станислава 2-й степени — 06.12.1913
- Орден Святой Анны 3-й степени — 06.12.1909
- Орден Святого Станислава 3-й степени — 1906

### Советского Союза
- Орден Ленина — 04.06.1944
- Орден Красной Звезды — 22.02.1944
- Медаль «XX лет РККА» — 1938
- Нагрудный знак «Отличник РККА»

## Произведения
Автор 18 научных трудов, в том числе:
- Записки по военной администрации. — М., 1919.
- Краткий учебник военной администрации. — М., 1928.
- Учебник по военной администрации. — М., 1936. (в соавторстве с А. Савари)
- Химический тыл. — 1939.
- Элементарный курс военной администрации. — М., 1924.